# 배은혜
배은혜(裵恩惠, 1982년 8월 21일 ~ )는 대한민국의 경찰공무원이다. 2006년 아시안 게임에서 여자 70kg급 은메달을 땄다. 2015년 6월에는 경찰 무도 특채에 합격하였으며, 2016년 2월부로 울산지방경찰청으로 발령받았다. 계급은 순경이다.

## 학력
- 용인대학교

## 경력
- 2002년 : 부산 아시안게임 유도 국가대표
- 2006년 : 도하 아시안게임 유도 국가대표
- 2016년 : 울산지방경찰청

## 수상
- 2002년 부산아시안게임 여자유도 70kg급 은메달
- 2005년 오스트리아오픈 금메달
- 2006년 도하 아시안게임 유도 여자 - 70kg급 은메달